# Marcelo Herrera (calciatore 1992)
Luis Marcelo Herrera (Ledesma, 26 febbraio 1992) è un calciatore argentino, difensore del Gimnasia (S).

## Caratteristiche tecniche
È un difensore centrale.

## Carriera
Cresciuto nelle giovanili del Lanús, ha esordito in prima squadra l'11 marzo 2013 in occasione del match vinto 2-1 contro l'Arsenal Sarandí.

## Statistiche

### Presenze e reti nei club
Statistiche aggiornate al 9 marzo 2018.
| Stagione        | Squadra         | Campionato      | Campionato | Campionato | Coppe nazionali | Coppe nazionali | Coppe nazionali | Coppe continentali | Coppe continentali | Coppe continentali | Altre coppe | Altre coppe | Altre coppe | Totale | Totale | Totale |
| Stagione        | Squadra         | Comp            | Pres       | Reti       | Comp            | Pres            | Reti            | Comp               | Pres               | Reti               | Comp        | Pres        | Reti        | Pres   | Reti   |        |
| --------------- | --------------- | --------------- | ---------- | ---------- | --------------- | --------------- | --------------- | ------------------ | ------------------ | ------------------ | ----------- | ----------- | ----------- | ------ | ------ | ------ |
| 2012-2013       | Lanús           | PD              | 1          | 0          | CA              | 1               | 0               | CS                 | 0                  | 0                  |             | -           | -           | 2      | 0      |        |
| 2013-2014       | Lanús           | PD              | 1          | 0          | CA              | 0               | 0               | CL                 | 0                  | 0                  |             | -           | -           | 1      | 0      |        |
| 2014-2015       | Talleres (C)    | TA              | 13         | 0          | CA              | 1               | 0               |                    | -                  | -                  |             | -           | -           | 14     | 0      |        |
| 2015            | Olimpo          | PD              | 14         | 1          | CA              | 0               | 0               |                    | -                  | -                  |             | -           | -           | 14     | 1      |        |
| 2016            | Lanús           | PD              | 6          | 0          | CA              | 2               | 0               | CS                 | 2                  | 0                  | CB+SA       | 1+1         | 0           | 12     | 0      |        |
| 2016-2017       | Lanús           | PD              | 25         | 1          | CA              | 2               | 0               | CL                 | 7                  | 0                  |             | -           | -           | 34     | 1      |        |
| 2017-2018       | Lanús           | PD              | 5          | 0          | CA              | 0               | 0               | CS                 | 0                  | 0                  |             | -           | -           | 5      | 0      |        |
| Totale carriera | Totale carriera | Totale carriera | 65         | 2          |                 | 6               | 0               |                    | 9                  | 0                  |             | 2           | 0           | 82     | 2      |        |